# Makronen

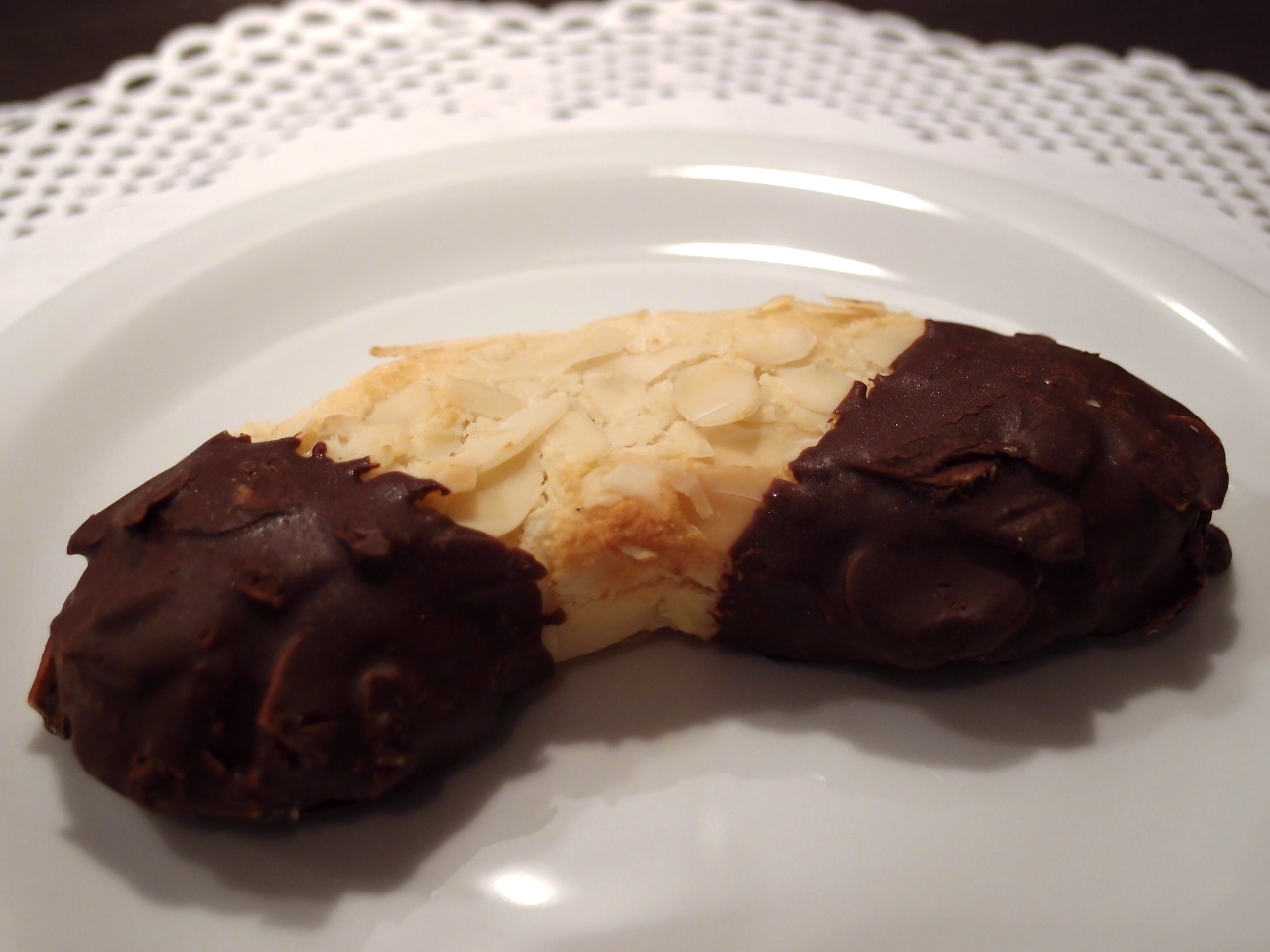
Das Mandelhörnchen ist ein Beispiel für ein Makronengebäck

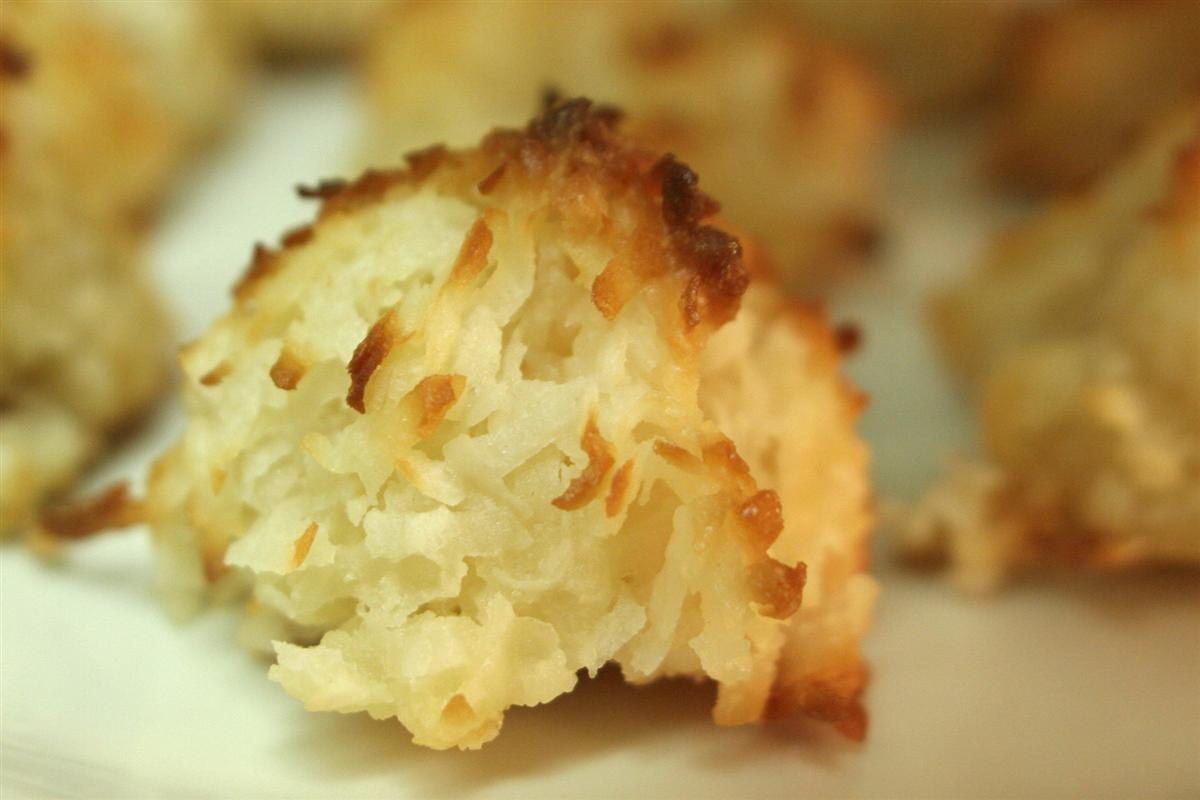
Kokosmakrone

Makronen sind Dauerbackwaren, deren Grundbestandteil eine Masse aus Zucker, Eiklar und zerkleinerten Mandeln, Nüssen oder anderen Ölsamen ist. Anstelle der zerkleinerten Mandeln oder Ölsamen wird auch Marzipan- oder andere Rohmasse benutzt. Verwendete Ölsaaten sind außer Mandeln zum Beispiel Haselnüsse, Kokosraspel, Pistazien oder Pfirsichkerne, jedoch niemals Erdnüsse.
Makronen sind eine Backware mit einer vergleichsweise langen Historie. Sie entstanden aus der Weiterentwicklung von Rezepturen, die ihren Ursprung im Nahen Osten hatten und während der Arabischen Expansion ab dem 9. Jahrhundert auch die europäische Küche beeinflussten. Das im Gegensatz zum klassischen (ungefüllten) französischen Macaron nicht zu den Dauerbackwaren zählende „Trendgebäck“, der gefüllte Macaron (frz.: Macaron Parisien), ist eine im 19. Jahrhundert in Paris erfolgte Weiterentwicklung.

## Begriffsdefinition
Gemäß den „Leitsätzen für Feine Backwaren“ des Deutschen Lebensmittelbuchs werden mit dem Wort „Makronen“ ohne weiteren Zusatz nur Mandel- und Marzipanmakronen bezeichnet, andere Makronen werden nach Art der Ölsamen oder Rohmasse benannt, zum Beispiel Haselnussmakronen oder Kokosmakronen. Mehl und Stärke werden nicht zugegeben, mit Ausnahme von Kokosmakronen, die maximal 3 % der Gesamtmasse an Getreideerzeugnissen oder Stärken enthalten dürfen.

## Etymologie
Das deutsche Wort Makrone stammt vom französischen macaron ab. Das französische Wort ist allerdings nicht genau gleichbedeutend mit dem deutschen, sondern bezeichnet eine besondere Art von Mandelmakronen, siehe Macaron.
Erstmals taucht der Begriff im griechischen Wort μακαρία (makaria) auf, das einen Mehlbrei bezeichnet, der traditionell zu Beerdigungen gegessen wurde, und später in den Makarona oder Melomakarona als Weihnachtsgebäck. Makaronia hingegen bezeichnet Teigwaren, insbesondere Nudeln.
Die italienische Sprache kennt den Begriff spätestens, seit um 1279 das Wort maccarruni auftauchte, und zwar im Sizilianischen, in einem Gebiet, wo auch Griechisch gesprochen wurde. Maccheroni bezeichnen heute verschiedene Sorten von Hartweizennudeln. Eine Verwandtschaft mit dem Wort maccare ‚zerstoßen‘ ist auch möglich.

## Geschichte

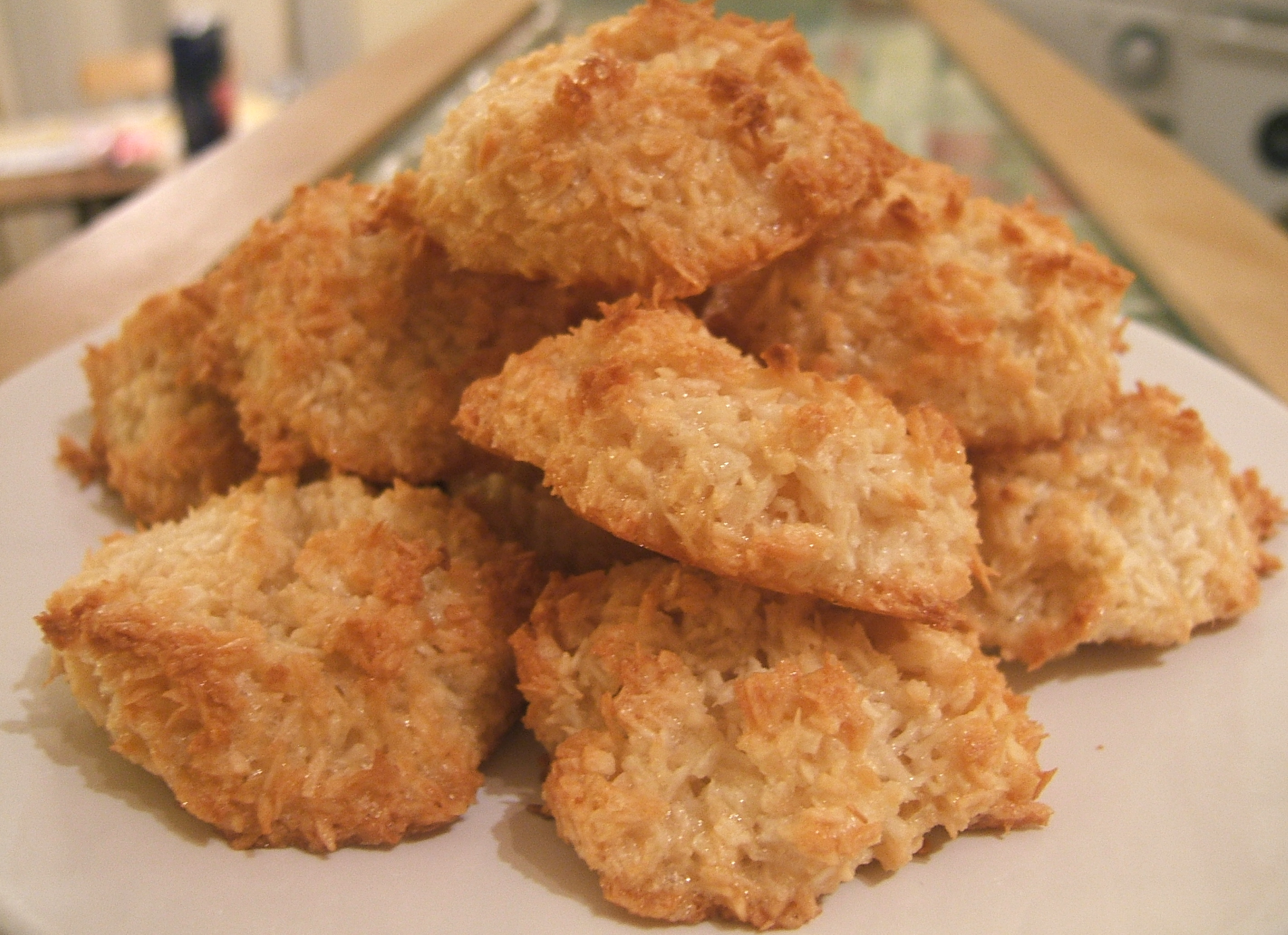
Kokosmakronen

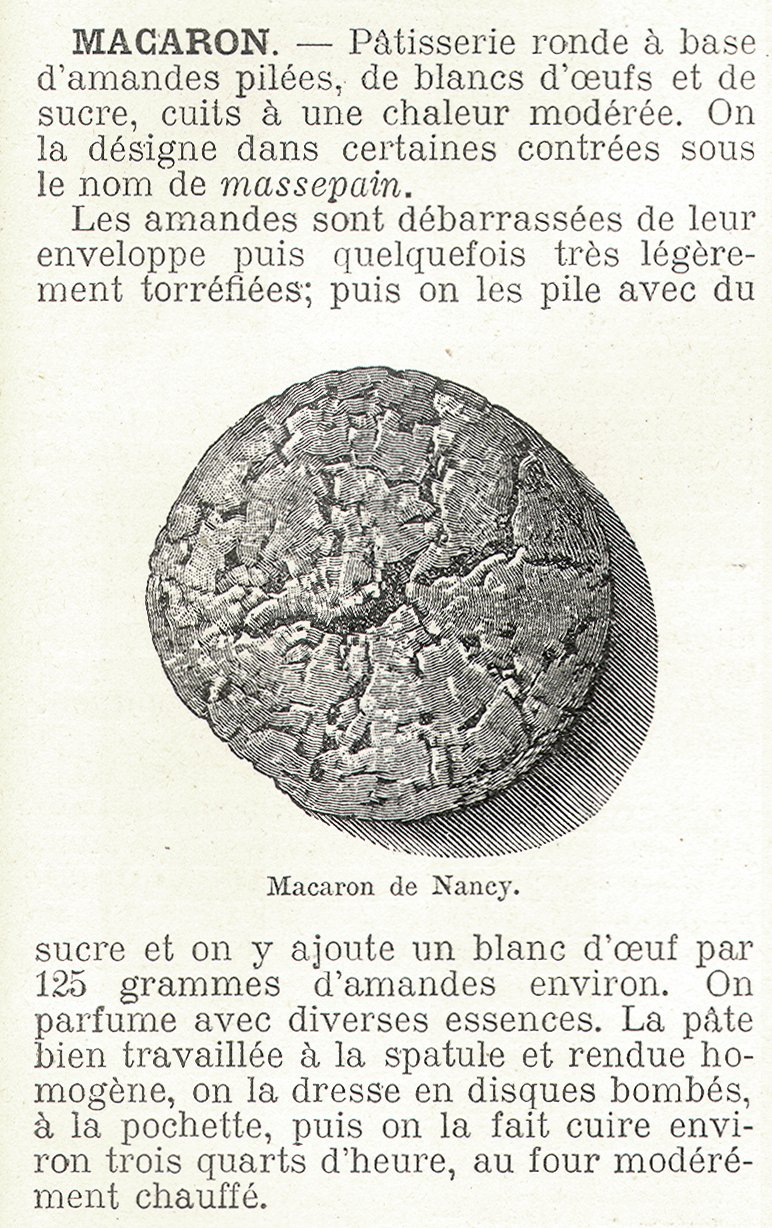
Traditionelles Macaron aus Nancy, 1904

Makronen gehen auf Süßigkeiten der arabischen Küche zurück, bei denen feingeriebene Mandeln mit Zucker und Rosenwasser vermengt wurden. Dort waren Süßigkeiten auf Nussbasis wie fālūdhaj und lausinaj – Backwerk mit süßer Mandelcreme im Inneren – weit verbreitet. Dieses Süßgebäck wiederum war von den sassanidischen Schahs in Persien entlehnt worden, wo man ein ähnliches Mandelkonfekt zur Feier des zoroastrischen Neujahrs (Nouruz) reichte. Durch die Arabische Expansion gelangten ab dem 9. Jahrhundert diese Rezepturen nach Sizilien und den von Arabern beherrschten Teil Spaniens und beeinflussten die europäische Küche. Die ältesten Erwähnungen von maccarruni im sizilianischen Dialekt oder maccherone in der italienischen Hochsprache beziehen sich auf ein süßes Pastagericht. Boccaccio erwähnt um 1350 in seiner Novellensammlung Decamerone Maccherone als eine Art Gnocchi, die mit Butter und Käse gegessen wurde. Auch diese Rezeptur unterlag jedoch Wandlungen. In einem Kochbuch aus dem 15. Jahrhundert wurden sizilianische Maccherone aus weißem Mehl, Eiweiß und Rosenwasser hergestellt und mit Zucker, Butter und geriebenem Käse gegessen. In Rabelais’ Romanzyklus Gargantua und Pantagruel wird in einer Liste von fantastischen Nachtischen auch macaron als Süßspeise erwähnt. Wenig später taucht macaroon auch in der englischen Sprache auf. Die Schreibweise mit der Endung -oon deutet darauf hin, dass das Wort aus dem Französischen entlehnt wurde.
Das erste bekannte Rezept stammt aus dem handgeschriebenen Kochbuch, dass die Familie von Martha Washington mit nach Nordamerika brachte und vermutlich zu Beginn des 17. Jahrhunderts niedergeschrieben wurde. Verarbeitet werden in diesem Rezept Mandeln, Rosenwasser, Zucker, Eiweiß und Moschus. Die Masse wurde auf Backoblaten gesetzt, erst kurz gebacken und dann noch einmal im lauwarmen Ofen getrocknet. Dan Jarufsky weist darauf hin, dass die Verwendung von Rosenwasser und Moschus noch die Nähe zum ursprünglichen arabischen Rezept belegt. Das erste Rezept, das der modernen Rezeptur entspricht und auf die Verwendung von Rosenwasser und Moschus verzichtet, findet sich in der Rezeptsammlung des französischen Koches François-Pierre de La Varenne aus dem Jahre 1652. In Frankreich entwickelten sich bereits im 17. Jahrhundert regionalspezifische Varianten dieser Rezeptur, die häufig in Nonnenklöstern hergestellt und verkauft wurden. In der italienischen Sprache bezeichnete maccherone zu dieser Zeit nur noch Pasta, das ähnlich hergestellte Kleingebäck wurde jetzt als amaretti (Lombardei) oder marzapanetti (Region um Siena) bezeichnet.
Der vermehrte Import von Kokosnüssen durch Europa und die Vereinigten Staaten im 19. Jahrhundert führte dazu, dass zunächst vor allem in den Vereinigten Staaten die fein gemahlenen Mandeln durch Kokosnuss ersetzt wurden. Die ersten Rezepturen dafür tauchen in den Vereinigten Staaten um 1830 auf, in der zweiten Hälfte des 19. Jahrhunderts finden sich Rezepte für Kokosmakronen zunächst vor allem in jüdischen Kochbüchern. Seitdem werden in der jüdischen Küche der USA Kokosmakronen häufig zum Sederabend zubereitet. Um 1890 herum finden sich Kokosmakronen auch vermehrt in US-amerikanischen Kochbüchern, die keiner spezifischen Ethnie zugeordnet sind. Vorangegangen war ein vermehrter Import von Kokosnüssen nach dem Amerikanischen Bürgerkrieg vor allem aus der Karibik.
Parallel zur Entwicklung der Kokosmakrone entwickelten sich in Frankreich die Macarons, die zunächst noch le macaron parisien oder nach dem ersten Konditor, der ein solches Gebäck herstellte, le macaron Gerbet genannt wurden. Bei den Macarons handelt es sich allerdings nicht mehr um ein Dauergebäck: Es ist ein Doppelkeks aus Mandelbaiser, der mit Cremes, Ganache und Ähnlichem gefüllt ist und entsprechend weniger lange haltbar ist. In der jüdischen Küche der Vereinigten Staaten lösen zunehmend die französischen Macarons die traditionellere Kokosmakrone am Sederabend ab.
Makronen sind in Deutschland ein traditionelles Weihnachtsgebäck. Die Herstellung ist mindestens seit dem 16. Jahrhundert belegt, wobei der Ursprung in Italien als wahrscheinlich gilt. Den Begriff macaron gibt es seit dieser Zeit in der französischen Sprache. 1604 erwähnt ein in Lüttich erschienenes Kochbuch auch Makronen. Seit dem 17. Jahrhundert ist das Gebäck in Deutschland bekannt.

## Herstellung

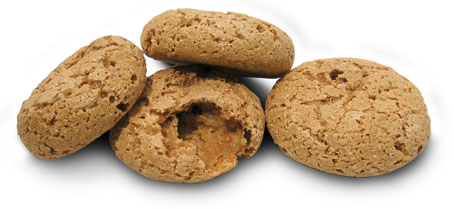
Amarettini

Makronen sind eine vielfältige Gebäckfamilie, darum – und auch wegen der teilweise sehr verschiedenen Rohstoffe – gibt es unterschiedlichste Rezepte. Allen gemeinsam ist die Herstellung einer dressierfähigen Grundmasse aus den zerkleinerten Ölsamen, Zucker und Eiklar, der Makronenmasse (zur Herstellung der Masse siehe dort). Diese Grundmasse wird typischerweise durch eine Loch- oder Sterntülle auf das Backblech oder auf eine gebackene Unterlage wie Oblaten oder Mürbeteigböden gespritzt und bei niedrigen Temperaturen zwischen 160 und 180 °C gebacken. Durch eine trockene Ofenatmosphäre erhalten die Makronen ihre typische gerissene Oberfläche.
Nach dem Backen und Abkühlen werden Makronen oft mit Kuvertüre überzogen oder mit den Enden darin eingetaucht. Kakaohaltige Fettglasur oder andere „mit Schokoladearten verwechselbare Überzüge“ verbietet das Deutsche Lebensmittelbuch für Mandel-, Haselnuss- und Walnussmakronen, aber nicht für Persipan- und Kokosmakronen. Insbesondere bei Persipanmakronen, die ohnehin auf dem Markt als ein minderwertiges Ersatzprodukt für Marzipanprodukte gelten, ist sie gang und gäbe.
Makronen verderben wegen ihres hohen Zucker- und Fettgehalts nicht schnell, können aber austrocknen. Saftige Makronen sollten daher dampfdicht verpackt werden.

## Beispiele für Makronengebäck

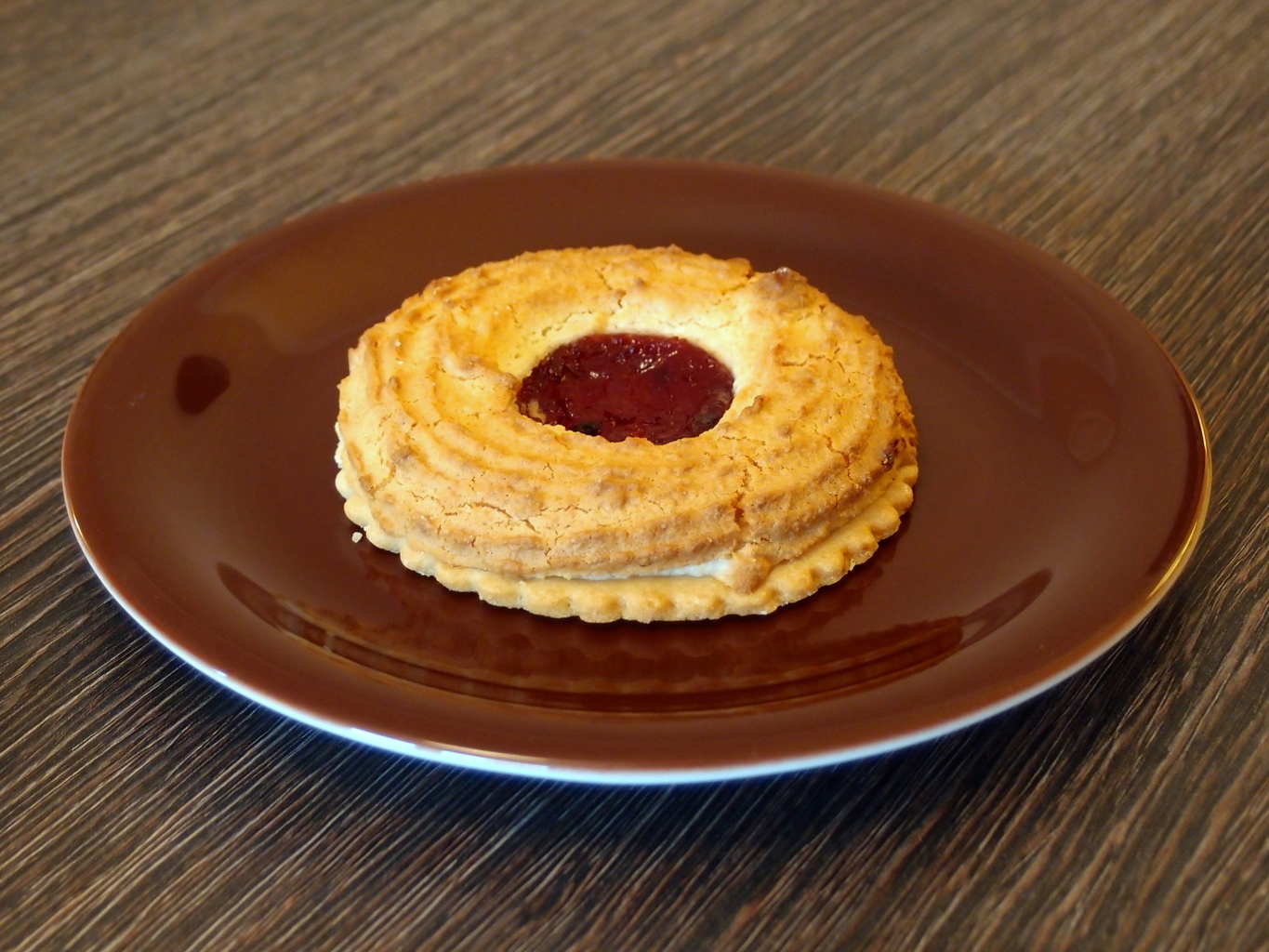
Ochsenauge: Makronenmasse und Marmeladenfüllung auf Mürbeteigboden

- Eigelbmakronen oder Schweizer Konfekt bestehen aus Marzipanrohmasse, Zucker und Eigelb, welches das Eiklar ersetzt. Eigelbmakronen werden meist am Boden mit Kuvertüre abgesetzt.
- Kokosmakronen.[1]
- Makronenzwieback ist ein Zwieback, der mit einer Auflage Makronenmasse veredelt wurde.
- Amaretti oder Amarettini sind eine italienische Variante, die mit Mandel- oder Aprikosenkernen (armelline) zubereitet wird. Namensgebend hierbei sind die mandorle amare (Bittermandeln), die oft enthalten sind.
- Makronentorte bzw. Mailänder Torte.